# Proud Mary
Este artículo es sobre la canción de Creedence Clearwater Revival. Para la banda con este nombre, véase Proud Mary (banda).
«Proud Mary» (también conocida como «Rolling on the River») es una canción escrita por el cantante y guitarrista estadounidense John Fogerty. Fue grabada por primera vez por la banda de rock Creedence Clearwater Revival (en la cual Fogerty toca la guitarra principal y canta la primera voz) en el álbum de 1969, Bayou Country. Lanzada como sencillo el 9 de enero de 1969, se convirtió en el primer éxito de la banda, llegando a estar en el número 2 de las listas de Billboard o número 1 de acuerdo a otras listas. "Proud Mary" (en español "Orgullosa Mary") es el nombre de un barco.
La canción fue incorporada en el repertorio de temas interpretados por Elvis Presley  quien la incluyó durante la gira de 1972 conocida como Elvis on tour, siendo especialmente famosa la interpretación en el Madison Square Garden de ese mismo año. Previamente Elvis ya la había grabado en 1970 para el álbum Elvis on stage. También la cantante Tina Turner hizo su propia versión del tema a un ritmo más acelerado que la original. 

## Contenido

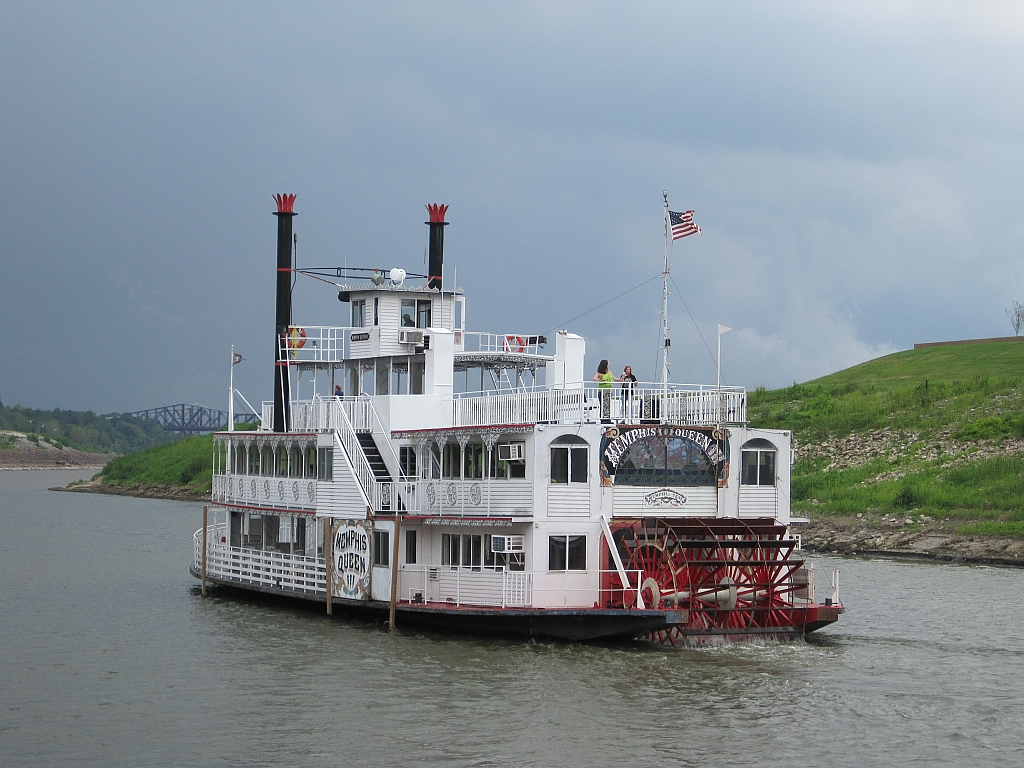
Vapor de ruedas navegando por el río Mississippi en Memphis

La canción habla de una persona que trabajó duramente tanto en Memphis como en New Orleans hasta que finalmente deja un buen trabajo que tenía en una ciudad y comienza a desempeñar tareas a bordo de un barco ribereño a vapor que presuntamente se llama "Proud Mary" ("Orgullosa Mary"), repitiéndose durante el estribillo la frase "Big wheel keep on turning, Proud Mary keep on burning" ) "La gran rueda seguía girando y la Orgullosa Mary quemando").
Los versos reflejan a la vez las costumbres del proletariado en el Sur de los Estados Unidos y la posibilidad de conseguir trabajo en la zona del Misisipi para aquellas personas que no tienen el dinero suficiente, así como de la hospitalidad de las gentes (a pesar de su humildad). "You don't have to worry 'cause you have no money. People on the river are happy to give" ("Tu no tienes que preocuparte si no tienes dinero, la gente del río es feliz de dar"). 

## Posicionamiento en listas
| Lista (1969–1970)                     | Máxima posición |
| ------------------------------------- | --------------- |
| Alemania (Offizielle Deutsche Charts) | 4               |
| Australia (Go-Set)                    | 5               |
| Austria (Ö3 Austria Top 40)           | 1               |
| Bélgica (Flandes) (Ultratop 50)       | 7               |
| Bélgica (Valonia) (Ultratop 50)       | 10              |
| Canadá (RPM Top Singles)              | 2               |
| Estados Unidos (Billboard Hot 100)    | 2               |
| Estados Unidos Record World           | 1               |
| Irlanda (IRMA)                        | 13              |
| Nueva Zelanda (Listener)              | 3               |
| Noruega (VG-lista)                    | 6               |
| Países Bajos (Dutch Top 40)           | 8               |
| Reino Unido (UK Singles Chart)        | 8               |
| Sudáfrica (Springbok Radio)           | 1               |
| Suiza (Schweizer Hitparade)           | 4               |

## Versiones
Es una de las canciones más versionadas del grupo, con más de 100 versiones.
- El propio rey del rock, Elvis Presley, hizo dos versiones del tema, una de ellas la que incorporó en su álbum Elvis on stage de 1970 [4] y la otra versión durante su presentación de junio de 1972, en el Madison Square Garden.[5]
- Tina Turner hizo también una versión en 1971, junto a Ike Turner, y alcanzó la cuarta posición del Billboard Hot 100, en marzo de ese año. En 2008, Tina Turner la cantó junto a Beyonce, en la entrega de los Premios Grammy.
- Leonard Nimoy, el popular Sr. Spock de Star Trek, también la versionó en la cara dos de su álbum The New World of Leonard Nimoy, en junio de 1970.
- La banda argentina de hard rock Alakrán grabó una versión para su segundo álbum de estudio en 1991.
- Mi Banda El Mexicano grabó una versión en español llamada «Orgullosa María», para su álbum de 1993 Su Majestad Mi Banda El Mexicano Con Ustedes, como lo hizo la Banda Pachuco llamándola «María la Orgullosa», en su álbum debut de 1994, Pachuco Bailarín.
- Solomon Burke también hizo una versión en 1969.
- Acid Drinkers incluye una versión en el álbum High Proof Cosmic Milk como un bonus track
- Las actrices Julieta Nair Calvo y Rocío Igarzábal interpretaron la canción en el reality Showmatch La Academia
- En marzo de 2025 una versión adaptada y arreglada por músicos y productores Argentinos fue incluida en el ciclo "Indoor Sessions" del Estudio de Grabación del Ombú. Tomando como base una performance en vivo que Tina Turner realizó con Beyoncé, se filmó y grabó en directo desde el estudio, y se lanzó en la plataforma Youtube. Indoor Sessions #01 - Estudio del Ombú